# Rhagastis lunata
Espèce
Rhagastis lunata est une espèce d'insectes lépidoptères de la famille des Sphingidae, sous-famille des Macroglossinae, tribu des Macroglossini, sous-tribu des Choerocampina et du genre Rhagastis .

## Description
L'envergure varie de 72 à 86 mm. 
Les antennes sont plus longues et plus épaisses que dans toutes les autres espèces du genre Rhagastis, sauf Rhagastis gloriosa (Elle diffère par ailleurs de cette espèce par l'absence de bandes rouge foncé sur le dessus de l'aile antérieure, et la graduation noire apicale qui est limitée aux segments distaux). Le dessus de l'aile antérieure a une ligne marginale blanche caractéristique formée de marques en forme de croissant, les cornes sont dirigées vers le corps. Les deux ailes ventrales sont de couleur rose-rouge. La zone basale noire de l'aile antérieure est réduite à une série ou à une tache en arrière de la cellule discale. Le dessus de l'aile postérieure a une bande médiane orange beige bien définie.

## Répartition et habitat
Répartition
L'espèce est connue au Népal, au nord-est de l'Inde (Assam), en Thaïlande, au sud-ouest de la Chine et au Vietnam.

## Systématique
L'espèce a été décrite par l'entomologiste britannique Lionel Walter Rothschild en 1900 sous le nom initial de Choerocampa lunata.

### Synonymie
- Choerocampa lunata Rothschild, 1900 Protonyme
- Rhagastis lunata sikhimensis Rothschild & Jordan, 1903
- Rhagastis lunata gehleni Bender, 1942
- Rhagastis lunata yunnanaria Chu & Wang, 1980
- Rhagastis lunata yunnana Chu & Wang, 1983